# Blue Beat
Blue Beat es el nombre que se le dio, en el Reino Unido, al ska y al R&B jamaiquinos durante la primera mitad de los años 60. El término sirvió en Inglaterra como denominación alternativa para el estilo jamaicano, y ha pasado al conocimiento popular como un sinónimo de "ska", aunque específicamente referido al que se hacía en Londres durante esta época. Sin embargo, en otros países europeos, el blue beat se tradujo en un estilo de baile independiente al ska propiamente dicho.
El nombre vino de la discográfica Blue Beat Records, uno de los principales sellos de la época. Blue Beat Records era parte del sello Melodisc (fundado en Londres en 1947 y con profundos vínculos con el Caribe), el cual estaba especializado en calypso y mento. Blue Beat Records lanzó alrededor de 245 referencias, y es especialmente conocido por la canción de Prince Buster «Al Capone». 
A medida que avanzaba la década, la música de Jamaica evolucionó desde los ritmos animados del Ska a los sonidos más lentos y pesados del Rocksteady, y luego al nuevo sonido único del Reggae, pero el nombre genérico de Blue Beat todavía permaneció entre muchos fanáticos británicos, y los nuevos lanzamientos en varios sellos diferentes continuaron usando el término genérico hasta principios de los años setenta.
El blue beat se asocia a menudo con la subcultura mod.